# Lauren Bacall
Lauren Bacall, pseudonimo di Betty Joan Perske (New York, 16 settembre 1924 – New York, 12 agosto 2014), è stata un'attrice statunitense.
Nel 1993 le è stato conferito il Golden Globe alla carriera, mentre nel 1997 ha ricevuto un Golden Globe e uno Screen Actors Guild Award per il film L'amore ha due facce, per il quale ha ottenuto la sua unica candidatura agli Oscar. Nel novembre 2009 le è stato conferito il premio Oscar alla carriera in riconoscimento del suo ruolo centrale nell'età dell'oro dei film.
Nel 1999 è stata classificata al ventesimo posto nella lista delle più grandi star femminili di tutti i tempi dall'American Film Institute. Molto attiva anche in campo teatrale, vinse due Tony Award alla miglior attrice protagonista in un musical: nel 1970 per Applause e nel 1981 per Woman of the Year.

## Biografia

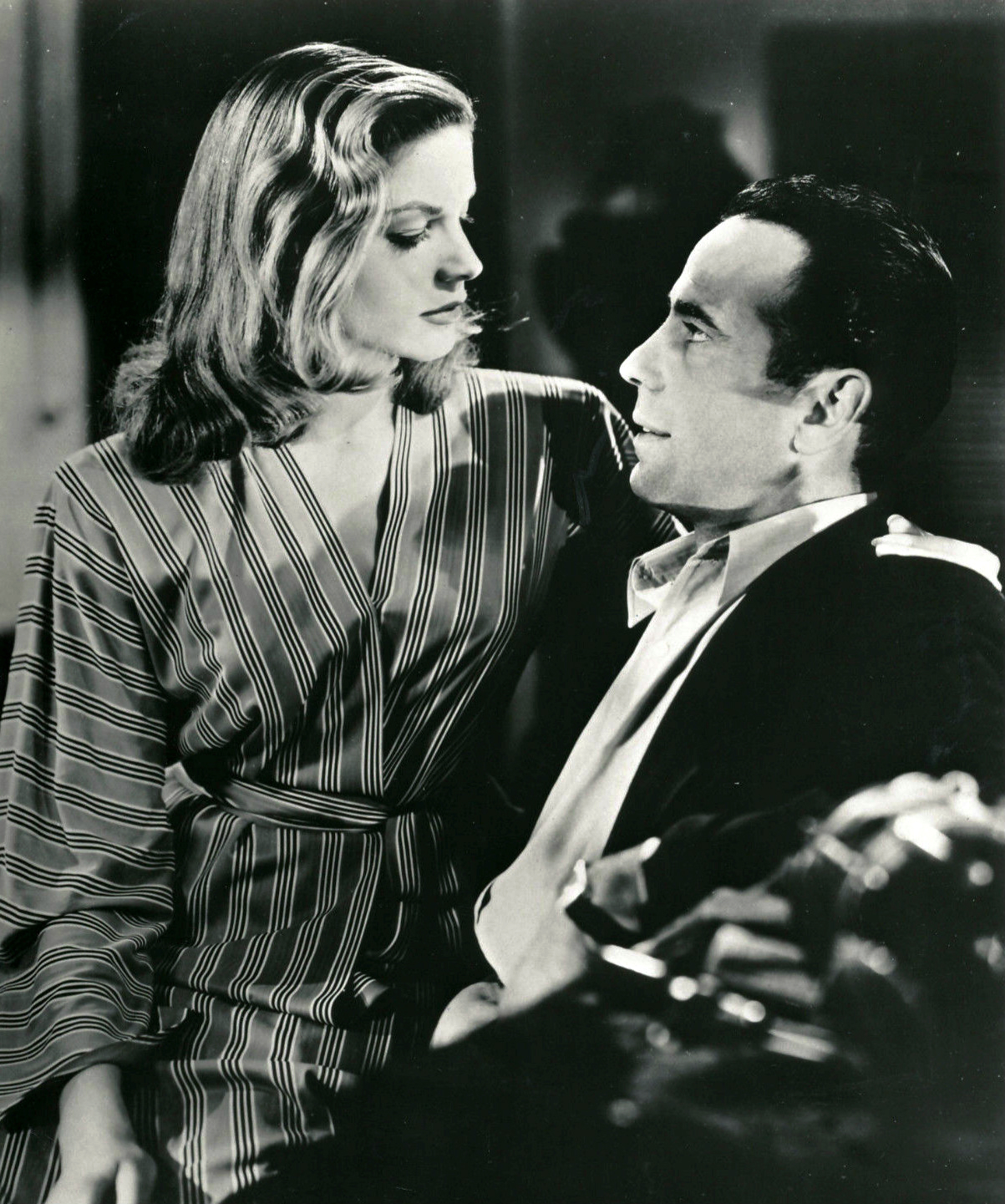
Lauren Bacall con Humphrey Bogart sul set di Acque del sud (1944)

Figlia unica del polacco Wulf Perske, detto William, e della romena Natalie Weinstein, entrambi di religione ebraica e immigrati negli Stati Uniti, crebbe senza la figura paterna, in quanto suo padre abbandonò la famiglia quando lei era ancora piccola. Visse quindi la sua infanzia con la madre e gli zii materni, ai quali era molto affezionata. Un aneddoto caratterizza la storia del suo cognome materno, che in origine era "Weinstein Bacal". Un cognome che fu abbreviato quando la famiglia materna giunse dall'Europa a Ellis Island.
Preso il cognome della madre, dovette per motivi linguistici anglosassoni aggiungere una "L" trasformandolo in Bacall, affinché non venisse storpiato o mal trascritto senza un corretto spelling. Fin da piccola avrebbe voluto fare la ballerina. Allo stesso tempo, in età adolescenziale, si appassionò al cinema, prediligendo in particolare gli attori Leslie Howard, di cui era espressamente innamorata, e Bette Davis, che incontrò quando aveva appena sedici anni, un incontro che le valse un autografo da parte della celebre attrice e un ricordo per lei straordinario.

### Carriera cinematografica
Prima di entrare nel mondo del cinema, frequentò per qualche tempo l'Accademia americana di arti drammatiche ed ebbe alcune esperienze di recitazione a Broadway. Si affermò quindi come fotomodella per la Walter Thornton Modeling Agency e in tale veste apparve su una copertina della rivista Harper's Bazaar, catturando l'attenzione del regista Howard Hawks. Nonostante la sua esperienza come attrice fosse ancora limitata, debuttò subito sul grande schermo come protagonista accanto a uno fra i massimi divi di Hollywood, l'attore Humphrey Bogart, nel film Acque del sud (1944), tratto dal romanzo Avere e non avere di Ernest Hemingway. La Bacall e Bogart si sposarono l'anno seguente.

Lauren Bacall con Humphrey Bogart a Portofino nel 1954

Tra il 1946 e il 1949 recitarono insieme in altri tre film: Il grande sonno (1946) ancora di Howard Hawks, La fuga (1947) di Delmer Daves e L'isola di corallo (1949) di John Huston. Negli anni cinquanta l'attrice interpretò diversi film, eccellendo in particolare nelle commedie Come sposare un milionario (1953) di Jean Negulesco, accanto a Marilyn Monroe e Betty Grable, e La donna del destino (1957) di Vincente Minnelli, ove ebbe come partner Gregory Peck.
Negli anni sessanta l'attrice accettò alcuni lavori per la televisione, pur proseguendo a recitare per il teatro e in qualche film, anche se in ruoli non da protagonista, ovvero Elettroshock (1964) di Denis Sanders, Donne, v'insegno come si seduce un uomo (1964) di Richard Quine e Detective's Story (1966) di Jack Smight, ove recitò al fianco di Paul Newman. Dopo vari anni di assenza dal grande schermo, si distinse per la sua apparizione in Assassinio sull'Orient Express (1974) di Sidney Lumet, tratto da un'opera di Agatha Christie. Rilevanti anche le sue partecipazioni in Il pistolero (1976) di Don Siegel, ultimo film di John Wayne, e Health (1980) di Robert Altman.

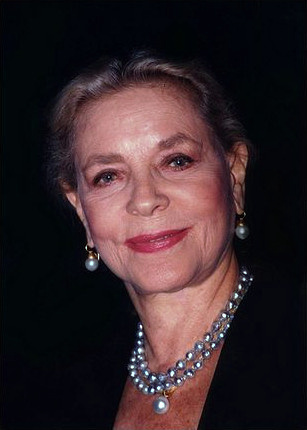
Lauren Bacall nel 1998

L'esperienza con il genere giallo-thriller venne ripetuta nei film Un'ombra nel buio di Ed Bianchi (1981), nel quale l'attrice interpretò un personaggio quasi autobiografico accanto a James Garner, e Appuntamento con la morte (1988) di Michael Winner. In teatro, nella stagione 1970-1971, recitò in Applause!, rifacimento musicale del celebre film Eva contro Eva (1950) di Joseph L. Mankiewicz, riscuotendo un enorme successo personale nella parte di Margo Channing, ruolo che le valse anche il premio Tony Award alla miglior attrice protagonista in un musical. Sempre in teatro, nel 1985 si distinse in La dolce ala della giovinezza di Tennessee Williams, per la regia di Harold Pinter, ove interpretò un personaggio reso celebre anni prima da Geraldine Page.
Dopo un decennio in cui rimase lontana dal cinema, a partire dagli anni novanta la Bacall venne riscoperta da Hollywood e da registi della nuova generazione. Ottenne un ruolo non marginale in Misery non deve morire (1990) di Rob Reiner, e venne nuovamente diretta da Altman in Prêt-à-Porter (1994). L'interpretazione dell'eccentrica madre della protagonista nel film L'amore ha due facce (1996) di Barbra Streisand le valse la sua prima e unica candidatura all'Oscar alla miglior attrice non protagonista e la conquista di un Golden Globe.

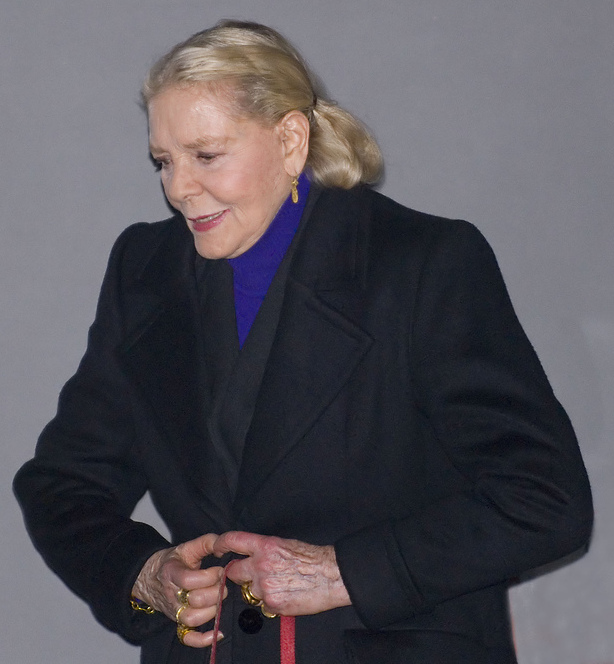
Lauren Bacall alla conferenza di The Walker (2007)

Sempre nel 1996 fu diretta dal filosofo Bernard-Henri Lévy nel film Le jour et la nuit, accanto ad Alain Delon. Nell'ultima parte della sua carriera ebbe ruoli importanti anche nei film The Venice Project (1999) di Robert Dornhelm, Dogville (2003) e Manderlay (2005), entrambi diretti da Lars von Trier, e The Walker (2007) di Paul Schrader. La sua ultima apparizione sul grande schermo avvenne in The Forger (2012) di Lawrence Roeck.
Autrice di due autobiografie: Io, Lauren Bacall nel 1974, e Now nel 1996, la Bacall era cugina di primo grado dello statista israeliano Shimon Peres. Il 14 novembre 2009 le venne conferito il premio Oscar alla carriera dalla Academy of Motion Picture Arts and Sciences. Fu la prima star premiata a ricevere questa onorificenza al di fuori della cerimonia ufficiale, svoltasi il 7 marzo 2010. Era dal 1994 che un Oscar alla carriera non veniva conferito a una donna: l'ultima vincitrice era stata infatti Deborah Kerr.
Morì il 12 agosto 2014 in seguito a un ictus, all'età di 89 anni.

## Vita privata
Sul set di Acque del sud la Bacall, appena diciannovenne, conobbe il collega Humphrey Bogart, di 44 anni, e tra i due nacque l'amore. Bogart fu l'unico amore della sua vita, come ebbe lei stessa a dichiarare molte volte e al quale rimase accanto fino alla morte, avvenuta nel 1957, a causa di un cancro all'esofago. I due si sposarono nel 1945 e dal matrimonio nacquero due figli, Stephen (1949) e Leslie (1952). Dopo la morte di Bogart, dal 1961 al 1969 fu sposata con il collega Jason Robards, dal quale ebbe un figlio, Sam Robards, divenuto anch'egli attore.

## Filmografia

### Cinema
- Acque del sud (To Have and Have Not), regia di Howard Hawks (1944)
- L'agente confidenziale (Confidential Agent), regia di Herman Shumlin (1945)
- Two Guys from Milwaukee, regia di David Butler (1946) – cameo non accreditato
- Il grande sonno (The Big Sleep), regia di Howard Hawks (1946)
- La fuga (Dark Passage), regia di Delmer Daves (1947)
- L'isola di corallo (Key Largo), regia di John Huston (1948)
- Chimere (Young Man with a Horn), regia di Michael Curtiz (1950)
- Le foglie d'oro (Bright Leaf ), regia di Michael Curtiz (1950)
- Come sposare un milionario (How to Marry a Millionaire), regia di Jean Negulesco (1953)
- Il mondo è delle donne (Woman's World ), regia di Jean Negulesco (1954)
- La tela del ragno (The Cobweb), regia di Vincente Minnelli (1955)
- Oceano rosso (Blood Alley), regia di William A. Wellman (1955)
- I giganti uccidono (Patterns), regia di Fielder Cook (1956) – cameo non accreditato
- Come le foglie al vento (Written on the Wind), regia di Douglas Sirk (1956)
- La donna del destino (Designing Woman ), regia di Vincente Minnelli (1957)
- Dono d'amore (The Gift of Love ), regia di Jean Negulesco (1958)
- Frontiera a Nord-Ovest (North West Frontier), regia di J. Lee Thompson (1959)
- Elettroshock (Shock Treatment), regia di Denis Sanders (1964)
- Donne, v'insegno come si seduce un uomo (Sex and the Single Girl), regia di Richard Quine (1964)
- Detective's Story (Harper), regia di Jack Smight (1966)
- Assassinio sull'Orient-Express (Murder on the Orient-Express), regia di Sidney Lumet (1974)
- Il pistolero (The Shootist), regia di Don Siegel (1976)
- Health, regia di Robert Altman (1980)
- Un'ombra nel buio (The Fan), regia di Ed Bianchi (1981)
- Appuntamento con la morte (Appointment with Death), regia di Michael Winner (1988)
- Mr. North, regia di Danny Huston (1988)
- John Huston: The Man, the Movies, the Maverick, regia di Frank Martin – documentario (1988)
- Tree of Hands, regia di Giles Foster (1989)
- Misery non deve morire (Misery), regia di Rob Reiner (1990)
- A Star for Two, regia di Jim Kaufman (1991)
- Caro Babbo Natale (All I Want For Christmas), regia di Robert Lieberman (1991)
- Prêt-à-Porter, regia di Robert Altman (1994)
- L'amore ha due facce (The Mirror Has Two Faces), regia di Barbra Streisand (1996)
- Fuga dalla Casa Bianca (My Fellow Americans), regia di Peter Segal (1996)
- Le jour et la nuit, regia di Bernard-Henri Lévy (1997)
- Get Bruce, regia di Andrew J. Kuehn – documentario (1999)
- Presence of Mind, regia di Antoni Aloy (1999)
- Diamonds, regia di John Asher (1999)
- The Venice Project, regia di Robert Dornhelm (1999)
- A Conversation with Gregory Peck, regia di Barbara Kopple – documentario (1999)
- The Limit (Gone Dark), regia di Lewin Webb (2003)
- Dogville, regia di Lars von Trier (2003)
- Amália Traïda, regia di Francesco Vezzoli – cortometraggio (2004)
- Birth - Io sono Sean (Birth), regia di Jonathan Glazer (2004)
- Manderlay , regia di Lars von Trier (2005)
- These Foolish Thing, regia di Julia Taylor-Stanley (2006)
- The Walker, regia di Paul Schrader (2007)
- Eve, regia di Natalie Portman – cortometraggio (2008)
- Wide Blue Yonder, regia di Robert Young (2009)
- The Forger, regia di Lawrence Roeck (2012)

### Televisione
- What's My Line? – serie TV, 3 episodi (1953)
- Light's Diamond Jubilee – special TV (1954)
- Producers' Showcase – serie TV, 1 episodio (1955)
- Ford Star Jubilee – serie TV, 1 episodio (1956)
- Blithe Spirit, regia di Noël Coward e Frederick de Cordova – film TV (1956)
- The DuPont Show of the Week – serie TV, 1 episodio (1963)
- Il dottor Kildare (Dr. Kildare) – serie TV, 1 episodio (1963)
- Mr. Broadway – serie TV, 2 episodi (1964)
- Polvere di stelle (Bob Hope Presents the Chrysler Theatre) – serie TV, 1 episodio (1965)
- Applause, regia di Ron Field e Bill Foster – film TV (1973)
- Happy Endings – special TV (1975)
- Perfect Gentlemen, regia di Jackie Cooper – film TV (1978)
- Agenzia Rockford (The Rockford Files) – serie TV, 2 episodi (1979)
- Pranzo alle otto (Dinner at Eight), regia di Ron Lagomarsino – film TV (1989)
- Poker di spie (A Little Piece of Sunshine), regia di James Cellan Jones – film TV (1990)
- The General Motors Playwrights Theater – serie TV, 1 episodio (1993)
- A Foreign Field (parte di Screen One) – serie TV, 1 episodio (1993)
- Ritratti (The Portrait), regia di Arthur Penn – film TV (1993)
- From the Mixed-Up Files of Mrs. Basil E. Frankweiler, regia di Marcus Cole – film TV (1995)
- Chicago Hope – serie TV, 2 episodi (1998)
- Troppo ricca - La storia di Doris Duke (Too Rich: The Secret Life of Doris Duke), regia di John Erman – miniserie TV (1999)
- I Soprano (The Sopranos) – serie TV, episodio 6x07 (2006)
- Meurtres à l'Empire State Building, regia di William Karel – film TV (2008)

### Doppiaggio
- The Real Story of the Three Little Kittens, regia di Peter Sander – cortometraggio (1990)
- HBO Storybook Musicals – The Ice Queen's Mittens – speciale TV (1991)
- Great Performances – Leonard Bernstein: The Gift of Music – film TV (1993)
- The Man Who Had Everything, regia di Brent Green – documentario TV (1998) - voce narrante
- Madeline - Il film (Madeline: Lost in Paris), regia di Stan Phillips (1999)
- Il castello errante di Howl (Hauru no ugoku shiro), regia di Hayao Miyazaki (2004)
- Scooby-Doo e il re dei Goblin (Scooby-Doo and the Goblin King), regia di Joe Sichta (2008)
- Ernest & Celestine (Ernest et Célestine), regia di Stéphane Aubier, Vincent Patar e Benjamin Renner (2012)
- I Griffin (Family Guy) – serie TV, 1 episodio (2014)

## Teatro
- Johnny 2 X 4, di Rowland Brown, regia di Anthony Brown. Longacre Theatre di Broadway (1942)
- Goodbye Charlie, scritto e diretto da George Axelroad. Lyceum Theatre di Broadway (1959)
- Cactus Flower, scritto e diretto da Abe Burrows. Royale Theatre di Broadway (1965)
- Applause, libretto di Betty Comden e Adolph Green, versi di Lee Adams e musica di Charles Strouse. Palace Theatre di Broadway (1970)
- Applause, libretto di Betty Comden e Adolph Green, versi di Lee Adams e musica di Charles Strouse. His Majesty's Theatre di Londra (1972)
- Wonderful Town, libretto di Joseph A. Fields e Jerome Chodorov, versi di Betty Comden ed Adolph Green, colonna sonora di Leonard Bernstein. Tour statunitense (1977)
- Woman of the Year, libretto di Peter Stone, colonna sonora di John Kander e Fred Ebb. Palace Theatre di Broadway (1981)
- Woman of the Year, libretto di Peter Stone, colonna sonora di John Kander e Fred Ebb. Los Angeles Civic Light Opera di Los Angeles (1983)
- La dolce ala della giovinezza, di Tennessee Williams, regia di Harold Pinter. Haymarket Theatre di Londra (1985)
- La visita della vecchia signora, di Friedrich Dürrenmatt, regia di Terry Hands. Chichester Theatre Festival di Chichester (1995)
- Waiting in the Wings, di Noël Coward, regia di Michael Langham. Eugene O'Neill Theatre di Broadway (1999)

## Riconoscimenti
- Premio Oscar
  - 1997 – Candidatura alla miglior attrice non protagonista per L'amore ha due facce
  - 2010 – Oscar alla 
carriera

- Golden Globe
  - 1993 – Golden Globe alla carriera (Premio Cecil B. DeMille)
  - 1997 – Miglior attrice non protagonista per L'amore ha due facce

- BAFTA
  - 1977 – Candidatura alla miglior attrice protagonista per Il pistolero
  - 1997 – Candidatura alla miglior attrice protagonista per L'amore ha due facce

- Critics' Choice Awards
  - 1997 – Premio alla carriera

- Drama Desk Awards
  - 1970 – Migliore attrice in un musical per Applause

- Festival del cinema di Stoccolma
  - 2000 – Premio alla carriera

- National Board of Review
  - 1991 – Premio alla carriera
  - 1994 – Miglior cast per Prêt-à-Porter

- Premio César
  - 1996 – César onorario[9]

- Sarah Siddons Award
  - 1972 – Attrice dell'anno
  - 1984 – Attrice dell'anno
  - 2008 – Bette Davis Medal of Honor

- Satellite Award
  - 1997 – Candidatura alla miglior attrice non protagonista in un film commedia o musicale per L'amore ha due facce

- Screen Actors Guild Award
  - 1997 – Migliore attrice non protagonista cinematografica per L'amore ha due facce

- Tony Award
  - 1970 – Miglior attrice protagonista in un musical per Applause
  - 1981 – Miglior attrice protagonista in un musical per Woman of the Year

## Doppiatrici italiane
Nelle versioni in italiano dei suoi film, Lauren Bacall è stata doppiata da:
- Lydia Simoneschi in Come sposare un milionario, Il mondo è delle donne, La tela del ragno, Come le foglie al vento, La donna del destino, Dono d'amore
- Rita Savagnone in Prêt-à-Porter, L'amore ha due facce, Troppo ricca - La storia di Doris Duke, Dogville, Birth - Io sono Sean, Manderlay
- Clelia Bernacchi ne Il grande sonno, La fuga, L'isola di corallo, Chimere, Le foglie d'oro
- Anna Miserocchi in Detective's Story, Assassinio sull'Orient Express, Il pistolero
- Ada Maria Serra Zanetti in Acque del sud (ridoppiaggio), Il grande sonno (ridoppiaggio), Misery non deve morire
- Angiola Baggi in Ritratti, The Walker
- Renata Marini in Oceano rosso
- Rosetta Calavetta in Donne, v'insegno come si seduce un uomo
- Gabriella Genta in Un'ombra nel buio
- Alba Cardilli in Appuntamento con la morte
- Maria Pia Di Meo in Caro Babbo Natale
- Laura Rizzoli in Fuga dalla Casa Bianca
- Pinella Dragani in L'agente confidenziale (ridoppiaggio)
- Cristina Piras in Appuntamento con la morte (ridoppiaggio)

Da doppiatrice è stata sostituita da:
- Rita Savagnone in Madeline - Il film, I Griffin